# Policarpo Quaresma, Herói do Brasil
Policarpo Quaresma, Herói do Brasil é um filme brasileiro de 1998 dirigido por Paulo Thiago, baseado na obra Triste Fim de Policarpo Quaresma de Lima Barreto, adaptado por Alcione Araújo. O filme conta a história de um nacionalista que sonha em ver o país grandioso porém foi visto como louco pela sociedade por conta de seus ideais. É protagonizado por Paulo José no personagem título e conta ainda com Giulia Gam, Ilya São Paulo, Bete Coelho e Aracy Balabanian.

## Sinopse
O major Policarpo Quaresma é um nacionalista sonhador. Visionário, é apaixonado por seu país e deseja vê-lo tão grandioso quanto imagina. Para isso, de começo ele trava uma luta no Congresso Nacional, defendendo que a língua oficial do Brasil seja alterada para o idioma tupi-guarani. Entretanto, ele foi visto pela sociedade como um louco, terminando internado em um hospício. Ele conta com o apoio de sua afilhada, Olga, por quem sente um afeto especial, e Ricardo, um trovador compositor de modinhas que retratam a história do "herói nacional" (Policarpo Quaresma).

## Elenco
- Paulo José como Policarpo Quaresma
- Giulia Gam como Olga
- Ilya São Paulo como Ricardo
- Bete Coelho como Adelaide
- Antônio Calloni como Genelício
- Othon Bastos como Floriano Peixoto
- Cláudio Mamberti como Coleoni
- Fernando Eiras como Armando Borges
- Tonico Pereira como Bustamante
- Nelson Dantas como Caldas
- Jonas Bloch como Dr. Mendonça
- José Lewgoy como Albernaz
- Chico Díaz como Felizardo
- Fábio Junqueira como Rocha
- Paulo Leão como Funcionário
- José Loureiro como Tenente Antonino
- José Dumont como Tenente Coxo
- David Pinheiro como Átila
- Paulo Roberto como Genu
- Carlos Gregório como Dr. Campos
- Marcélia Cartaxo como Sinhá Chica
- Aracy Balabanian como Maricota
- Luciana Braga como Ismênia
- Glaucia Camargos
- Leandro Goulart
- Antônio Pedro
- Bruno Giordano como homem do povo

## Produção
O filme é uma adaptação do livro O Triste Fim de Policarpo Quaresma, escrito por Lima Barreto. Segundo o diretor, Paulo Thiago, a ideia de produzir um filme baseado nesta obra veio após ele reler a obra e perceber que ela ainda retratava muitos pontos atuais à época. Para ele o Brasil vivia um momento de revisão em vários aspectos, incluindo a nacionalidade e identidade cultural e social. Segundo ele, a obra de Barreto "faz isso com profundidade, mas sem perder o humor." Foram investidos cerca de R$ 3 milhões adquiridos via patrocínios no filme. As filmagens ocorreram entre julho e agosto de 1996 com locações em Juíz de Fora, Minas Gerais.

### Ficha técnica
- Distribuição: Riofilme e Filmark
- Produção: Vitória Produções Cinematográficas
- Música: Sérgio Saraceni
- Fotografia: Antônio Penido
- Desenho de Produção: Sérgio Silveira
- Figurino: Kika Lopes
- Edição: Gilberto Santeiro

## Lançamento
O filme foi exibido no Festival Internacional de Cinema de Mar del Plata, na Argentina, em novembro de 1997. Com isso marcou a estreia de produções brasileiras sendo exibidas no evento. Sobre isso, Paulo Thiago disse em entrevista à Folha de S.Paulo: "A nossa participação significa a volta do Brasil ao mercado cinematográfico latino-americano, do qual nos afastamos pela má qualidade de comédias eróticas brasileiras lançadas na Argentina, nos anos 90." Foi lançado no Canadá, sob o título de The Patriot, em 12 de setembro de 1998 no Festival Internacional de Cinema de Toronto. Também foi lançado em Portugal, em 25 de maio de 2001, e na França, em 27 de novembro de 2002.

## Recepção

### Resposta dos críticos
O filme obteve uma recepção morna por parte dos críticos. Escrevendo para o website UOL, Rubens Ewald Filho elogiou o desempenho de Paulo José, entretanto apontou falhas no desenvolvimento da narrativa: "Com um elenco que inclui nomes conhecidos do cinema brasileiro em papéis pequenos, rodado em locações autênticas, as falhas de narrativa, de ritmo, podem ser desculpadas pelo encontro entre ator e personagem, um grande momento de ambos."

### Prêmios e indicações
| Ano  | Associações                                       | Categoria                  | Recipiente(s) | Resultado |
| ---- | ------------------------------------------------- | -------------------------- | ------------- | --------- |
| 1997 | Festival Internacional de Cinema de Mar del Plata | Melhor Filme Internacional | Paulo Thiago  | Indicado  |
| 1999 | Prêmio Guarani de Cinema Brasileiro               | Melhor Ator                | Paulo José    | Indicado  |
| 1999 | Prêmio Guarani de Cinema Brasileiro               | Melhor Atriz Coadjuvante   | Giulia Gam    | Indicado  |
| 1999 | Prêmio Guarani de Cinema Brasileiro               | Melhor Figurino            | Kika Lopes    | Indicado  |